# Synonchium obtusum
Synonchium obtusum är en rundmaskart som beskrevs av Nathan Augustus Cobb 1920. Synonchium obtusum ingår i släktet Synonchium och familjen Selachinematidae. Inga underarter finns listade i Catalogue of Life.